# Luxor Las Vegas
Luxor är ett stort hotell- och kasinokomplex i Las Vegas, Nevada, USA. Luxor var ett av de första fullt tematiserade komplexen i Las Vegas. Man började bygga Luxor 1991, samtidigt som Treasure Island och MGM Grand Hotel.
Det är byggt som en stor, svart pyramid, därav namnet Luxor. Från pyramiden går en ljusstråle som är den starkaste ljuspunkten i USA, och kan även ses från rymden. Man kan med ett monorailsystem komma härifrån till det närbelägna Excalibur.

## Historik

### Byggnad och öppnande

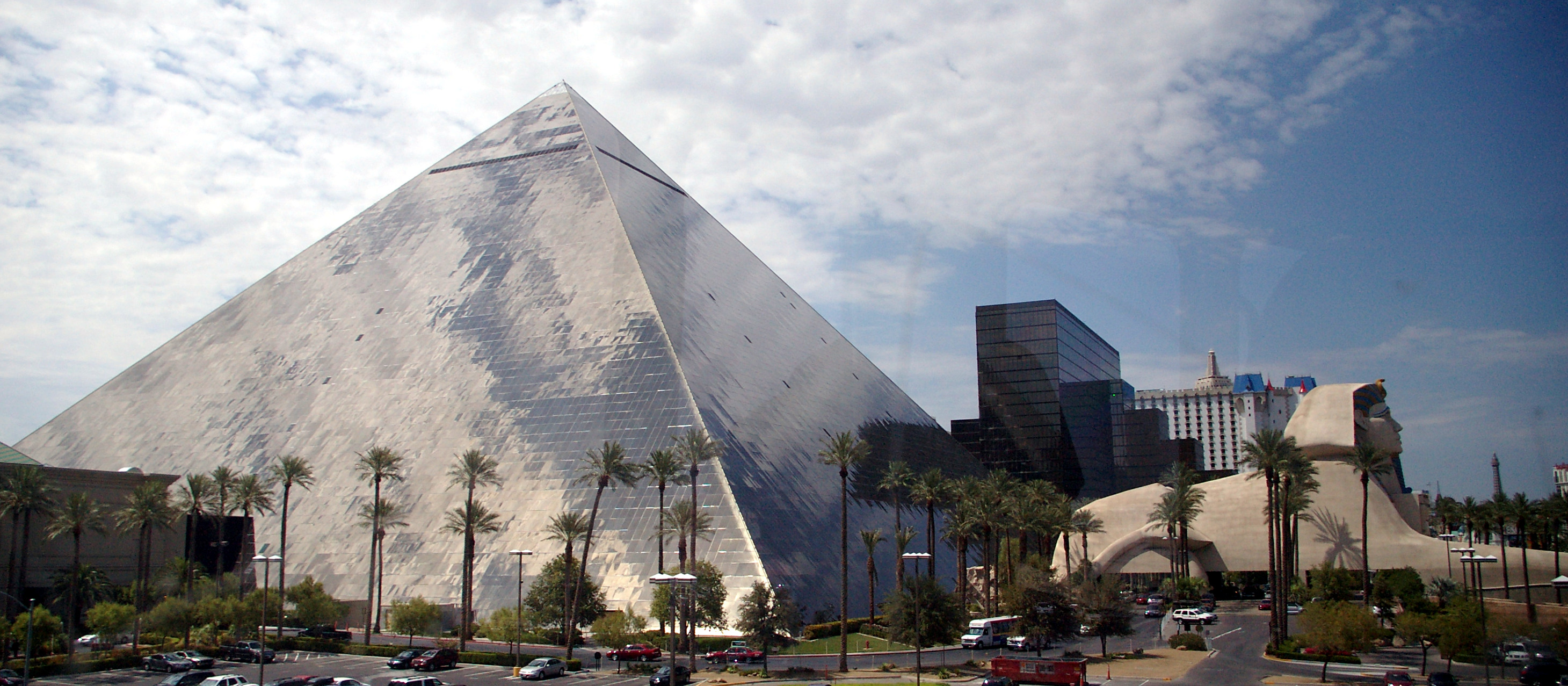
Vy över pyramiden som även visar det östra ziggurattornet

Resorten tillkännagavs av Circus Circus Enterprises den 14 november 1991. Den temporära benämningen "Projekt X" tilldelades detta pyramidformade resort, som skulle kosta 290 miljoner dollar och byggas på Las Vegas Strip, på mark belägen söder om företagets Excalibur Hotel and Casino. Första spadtaget ägde rum den 21 april 1992, och projektet gick då under namnet "Luxor", efter den egyptiska staden med samma namn. Veldon Simpson var arkitekten, och Perini Building Company var huvudentreprenör. Waltek, ett företag från Cincinnati, tillhandahöll metall- och glasbeklädnaden för pyramiden. Med sina 30 våningar var pyramiden ett av de största metall- och glasprojekten någonsin. Pyramiden var färdigställd den 9 juli 1993. Luxor skulle konkurrera mot två andra kommande resorter, MGM Grand och Treasure Island. Alla tre resorterna hade en inriktning på familjer.
Resorten öppnade officiellt klockan 04:00 den 15 oktober 1993, inför en publik på 10 000 personer. När det öppnades var pyramiden, som kostade 375 miljoner dollar att bygga, den högsta byggnaden på strippen och hade 2 526 rum samt ett kasino på 100 000 kvadratfot (9 300 m2). Resorten finansierades med "kronor och ören" tjänade från andra egendomar ägda av Circus Circus Enterprises och hade inga externa finansiella investerare. Hotellets pyramid är i storlek jämförbar med Röda pyramiden och Bent Pyramid i Egypten. När hotellet öppnades var det den högsta strukturen på strippen, och överskuggades endast efter 11 dagar av Treasure Island, och hade världens största atrium, vilket senare har överträffats av andra byggnader.

### Renoveringar
En expansion på 240 miljoner dollar genomfördes 1996 och inkluderade en IMAX-biograf. En teater och två ytterligare torn med totalt 2 000 rum lades till 1998 för 675 miljoner dollar.
I juli 2007 meddelade ägaren MGM Resorts International planer på en omfattande renovering av Luxor, med en budget på 300 miljoner dollar för att omvandla 80% av Luxors allmänna områden, ta bort mycket av den gamla egyptiska tematiken och ersätta den med mer vuxeninriktade och moderna lounger, restauranger och klubbar.

### Incidenter
Den 7 maj 2007 exploderade ett fordon i Luxor Hotels parkeringsgarage på grund av en hemmagjord rörbomb, vilket ledde till en persons död. Lokala myndigheter tror att offret, en 24-årig anställd på Nathan's Famous hotdogrestaurang i Luxors matdomstol, var det avsedda målet. Hotellet evakuerades inte, verksamheten fortsatte utan avbrott, och parkeringsgaraget och kasinot skadades inte. Två män fälldes för bombdådet och dömdes 2010 till livstids fängelse utan möjlighet till villkorlig frigivning.